# Atletiek op de Olympische Zomerspelen 2016 – 800 meter mannen
De 800 meter mannen op de Olympische Zomerspelen 2016 in Rio de Janeiro vond plaats op 12 augustus (series), 13 augustus (halve finales) en 15 augustus 2016 (finale). Regerend olympisch kampioen David Rudisha uit Kenia wist zijn titel te prolongeren.

## Records
Voorafgaand aan het toernooi waren dit het wereldrecord en het olympisch record.
| Wereldrecord     | David Rudisha | 1.40,91 | Londen | 9 augustus 2012 |
| Olympisch record | David Rudisha | 1.40,91 | Londen | 9 augustus 2012 |

## Uitslagen
Legenda:

Q - Gekwalificeerd door eindplaats

q - Gekwalificeerd door eindtijd

SR - Beste tijd gelopen in seizoen voor atleet

PR - Persoonlijk record atleet

NR - Nationaal record van atleet

OR - Olympisch record

WR - Wereldrecord

DQ - Gediskwalificeerd

DNS - Niet gestart

DNF - Niet gefinisht

### Series
Kwalificatieregels:
1. De drie snelsten van elke serie kwalificeerden zich direct voor de halve finales.
2. Van de overgebleven atleten kwalificeerden de drie snelsten zich ook voor de halve finales.

#### Serie 1
| Positie | Baan | Naam                       | Nationaliteit | Uitslag | Opmerking |
| ------- | ---- | -------------------------- | ------------- | ------- | --------- |
| 1       | 5    | Ayanleh Souleiman          | DJI           | 1:45,48 | Q         |
| 2       | 1    | Amel Tuka                  | BIH           | 1:45,72 | Q         |
| 3       | 2    | Boris Berian               | USA           | 1:45,87 | Q         |
| 4       | 4    | Kleberson Davide           | BRA           | 1:46,14 | q         |
| 5       | 3    | Žan Rudolf                 | SLO           | 1:46,93 | SB        |
| 6       | 6    | Antoine Gakeme             | BDI           | 1:47,46 |           |
| 7       | 7    | Musa Hajdari               | KOS           | 1:48,41 |           |
| -       | 8    | Abraham Kipchirchir Rotich | BRN           | DSQ     |           |

#### Serie 2
| Positie | Baan | Naam                      | Nationaliteit | Uitslag | Opmerking |
| ------- | ---- | ------------------------- | ------------- | ------- | --------- |
| 1       | 4    | Adam Kszczot              | POL           | 1:45,83 | Q         |
| 2       | 2    | Ferguson Cheruiyot Rotich | KEN           | 1:46,00 | Q         |
| 3       | 6    | Andres Arroyo             | PUR           | 1:46,17 | Q         |
| 4       | 3    | Hamada Muhamed            | EGY           | 1:46,65 | q         |
| 5       | 7    | Rafith Rodriguez          | COL           | 1:46,65 | SB        |
| 6       | 8    | Boitumelo Masilo          | BOT           | 1:48,48 |           |
| 7       | 1    | Luke Mathews              | AUS           | 1:50,17 |           |
| 8       | 5    | Brice Etes                | MON           | 1:50,40 |           |

#### Serie 3
| Positie | Baan | Naam                 | Nationaliteit | Uitslag | Opmerking |
| ------- | ---- | -------------------- | ------------- | ------- | --------- |
| 1       | 6    | David Lekuta Rudisha | KEN           | 1:45,09 | Q         |
| 2       | 3    | Rynardt van Rensburg | RSA           | 1:45,67 | Q, SB     |
| 3       | 5    | Michael Rimmer       | GBR           | 1:45,99 | Q         |
| 4       | 1    | Clayton Murphy       | USA           | 1:46,18 | q         |
| 5       | 7    | Jinson Johnson       | IND           | 1:47,27 |           |
| 6       | 2    | Anthony Romaniw      | CAN           | 1:47,59 |           |
| 7       | 9    | Lutimar Paes         | BRA           | 1:48,38 |           |
| 8       | 8    | Benjamin Enzema      | GEQ           | 1:52,14 | NR        |
| 9       | 4    | Alex Beddoes         | COK           | 1:52,76 | SB        |

#### Serie 4
| Positie | Baan | Naam             | Nationaliteit | Uitslag | Opmerking |
| ------- | ---- | ---------------- | ------------- | ------- | --------- |
| 1       | 2    | Alfred Kipketer  | KEN           | 1:46,61 | Q         |
| 2       | 9    | Andreas Bube     | DEN           | 1:46,67 | Q         |
| 3       | 1    | Yassine Hethat   | ALG           | 1:46,81 | Q         |
| 4       | 5    | Álvaro De Arriba | ESP           | 1:46,86 |           |
| 5       | 6    | Wesley Vázquez   | PUR           | 1:46,96 |           |
| 6       | 4    | Charles Jock     | USA           | 1:47,06 |           |
| 7       | 3    | Elliot Giles     | GBR           | 1:47,88 |           |
| 8       | 7    | Yiech Pur Biel   | ROT           | 1:54,67 |           |
| -       | 8    | Joshua Ilustre   | GUM           | DSQ     |           |

#### Serie 5
| Positie | Baan | Naam               | Nationaliteit | Uitslag | Opmerking |
| ------- | ---- | ------------------ | ------------- | ------- | --------- |
| 1       | 7    | Taoufik Makhloufi  | ALG           | 1:49,17 | Q         |
| 2       | 8    | Mostafa Smaili     | MAR           | 1:49,29 | Q         |
| 3       | 3    | Giordano Benedetti | ITA           | 1:49,40 | Q         |
| 4       | 1    | Sho Kawamoto       | JPN           | 1:49,41 |           |
| 5       | 6    | Jacob Rozani       | RSA           | 1:49,79 |           |
| 6       | 2    | Jozef Repcik       | SVK           | 1:49,95 |           |
| 7       | 5    | Nijel Amos         | BOT           | 1:50,46 |           |
| 8       | 4    | Kevin López        | ESP           | 1:53,41 |           |

#### Serie 6
| Positie | Baan | Naam                    | Nationaliteit | Uitslag | Opmerking |
| ------- | ---- | ----------------------- | ------------- | ------- | --------- |
| 1       | 2    | Brandon McBride         | CAN           | 1:45,99 | Q         |
| 2       | 6    | Marcin Lewandowski      | POL           | 1:46,35 | Q         |
| 3       | 1    | Mark English            | IRL           | 1:46,40 | Q         |
| 4       | 8    | Jeffrey Riseley         | AUS           | 1:46,93 |           |
| 5       | 3    | Abubaker Haydar Abdalla | QAT           | 1:47,81 |           |
| 6       | 5    | Pol Moya                | AND           | 1:48,88 |           |
| 7       | 4    | Alex Amankwah           | GHA           | 1:50,33 |           |
| -       | 7    | Abdelati El Guesse      | MAR           | DNF     |           |

#### Serie 7
| Positie | Baan | Naam                     | Nationaliteit | Uitslag | Opmerking |
| ------- | ---- | ------------------------ | ------------- | ------- | --------- |
| 1       | 2    | Pierre-Ambroise Bosse    | FRA           | 1:48,12 | Q         |
| 2       | 4    | Mohammed Aman            | ETH           | 1:48,33 | Q         |
| 3       | 1    | Amine Belferar           | ALG           | 1:48,40 | Q         |
| 4       | 8    | Daniel Andújar           | ESP           | 1:48,50 |           |
| 5       | 7    | Charles Grethen          | LUX           | 1:48,93 |           |
| 6       | 6    | Peter Bol                | AUS           | 1:49,36 |           |
| 7       | 5    | Francky Mbotto           | CAF           | 1:52,97 |           |
| -       | 3    | Musaeb Abdulrahman Balla | QAT           | DNS     |           |

### Halve finales
Kwalificatieregels:
1. De twee snelsten kwalificeerden zich direct voor de finale.
2. Van de overgebleven atleten kwalificeerden de twee snelsten zich ook voor de finale.

#### Halve finale 1
| Positie | Baan | Naam                      | Nationaliteit | Uitslag | Opmerking |
| ------- | ---- | ------------------------- | ------------- | ------- | --------- |
| 1       | 3    | Pierre-Ambroise Bosse     | FRA           | 1:43,85 | Q, SB     |
| 2       | 4    | Taoufik Makhloufi         | ALG           | 1:43,85 | Q, SB     |
| 3       | 6    | Marcin Lewandowski        | POL           | 1:44,56 | q, SB     |
| 4       | 5    | Ferguson Cheruiyot Rotich | KEN           | 1:44,65 | q         |
| 5       | 8    | Mostafa Smaili            | MAR           | 1:45,78 |           |
| 6       | 2    | Kléberson Davide          | BRA           | 1:46,19 |           |
| 7       | 1    | Andrés Arroyo             | PUR           | 1:46,74 |           |
| 8       | 7    | Michael Rimmer            | GBR           | 1:46,80 |           |

#### Halve finale 2
| Positie | Baan | Naam                 | Nationaliteit | Uitslag | Opmerking |
| ------- | ---- | -------------------- | ------------- | ------- | --------- |
| 1       | 3    | Alfred Kipketer      | KEN           | 1:44,38 | Q         |
| 2       | 4    | Boris Berian         | USA           | 1:44,56 | Q         |
| 3       | 7    | Yassine Hethat       | ALG           | 1:44,81 | PB        |
| 4       | 8    | Amel Tuka            | BIH           | 1:45,24 |           |
| 5       | 2    | Rynardt van Rensburg | RSA           | 1:45,33 | PB        |
| 6       | 5    | Brandon McBride      | CAN           | 1:45,41 |           |
| 7       | 1    | Andreas Bube         | DEN           | 1:45,87 | SB        |
| 8       | 6    | Mohammed Aman        | ETH           | 1:46,14 |           |

#### Halve finale 3
| Positie | Baan | Naam                 | Nationaliteit | Uitslag | Opmerking |
| ------- | ---- | -------------------- | ------------- | ------- | --------- |
| 1       | 5    | David Lekuta Rudisha | KEN           | 1:43,88 | Q         |
| 2       | 4    | Clayton Murphy       | USA           | 1:44,30 | Q, PB     |
| 3       | 3    | Adam Kszczot         | POL           | 1:44,70 |           |
| 4       | 6    | Ayanleh Souleiman    | DJI           | 1:45,19 |           |
| 5       | 1    | Mark English         | IRL           | 1:45,93 |           |
| 6       | 2    | Giordano Benedetti   | ITA           | 1:46,41 | SB        |
| 7       | 7    | Amine Belferar       | ALG           | 1:46,55 |           |
| 8       | 8    | Hamada Mohamed       | EGY           | 1:48,17 |           |

### Finale
| Positie | Baan | Naam                      | Nationaliteit | Uitslag | Opmerking |
| ------- | ---- | ------------------------- | ------------- | ------- | --------- |
| Goud    | 3    | David Lekuta Rudisha      | KEN           | 1:42,15 | SB        |
| Zilver  | 6    | Taoufik Makhloufi         | ALG           | 1:42,61 | NR        |
| Brons   | 1    | Clayton Murphy            | USA           | 1:42,93 | PB        |
| 4       | 4    | Pierre-Ambroise Bosse     | FRA           | 1:43,41 | SB        |
| 5       | 8    | Ferguson Cheruiyot Rotich | KEN           | 1:43,55 | SB        |
| 6       | 2    | Marcin Lewandowski        | POL           | 1:44,20 | SB        |
| 7       | 5    | Alfred Kipketer           | KEN           | 1:46,02 |           |
| 8       | 7    | Boris Berian              | USA           | 1:46,15 |           |